# Dan Lee
 (septembre 2023).
Si vous disposez d'ouvrages ou d'articles de référence ou si vous connaissez des sites web de qualité traitant du thème abordé ici, merci de compléter l'article en donnant les références utiles à sa vérifiabilité et en les liant à la section « Notes et références ».
Dan Lee, né le 19 mai 1969 à Montréal (Québec, Canada) et mort le 15 janvier 2005 à Berkeley (Californie, États-Unis) d'un cancer du poumon, est un animateur canadien connu pour la création du personnage titre de Nemo.

## Biographie
Il est né à Montréal en 1969. Il est le plus jeune des quatre enfants d'une famille d'immigrants chinois, il a grandi à Scarborough (Ontario), une banlieue de Toronto. Il a été diplômé du programme d'animation du Sheridan College (en) d'Oakville (Ontario). Il a travaillé pour divers studios sur des dessins animés pour la télévision et des publicités, dont les studios Kennedy Cartoons à Toronto et Colossal Pictures (en) à San Francisco avant de rejoindre l'équipe de Pixar en juin 1996.
En août 2003, on lui a diagnostiqué un cancer du poumon : il ne fumait pas. Il est mort en 2005 à l'âge de 35 ans, à l'hôpital Alta Bates Summit (en) à Berkeley (Californie). Le film Ratatouille sorti en 2007 par les studio Pixar lui est dédié.

## Filmographie
- 1998 : 1 001 Pattes
- 1999 : Toy Story 2
- 2001 : Monstres et Cie
- 2003 : Le Monde de Nemo